# Pieta (2012)
Pieta (kor. 피에타; italienischer Festivaltitel: Pietà) ist ein Spielfilm des südkoreanischen Filmemachers Kim Ki-duk aus dem Jahr 2012. Das Drama, nach der gleichnamigen Darstellung Marias mit dem Leichnam Jesu Christi benannt, stellt einen brutalen Schuldeneintreiber aus Seoul (gespielt von Lee Jung-jin) in den Mittelpunkt, der durch das Zusammentreffen mit seiner angeblichen Mutter (Cho Min-soo), die er nie gekannt hat, geläutert wird. Die Low-Budget-Produktion, für die Kim auch das Drehbuch verfasste sowie als Filmeditor tätig war, entstand nach einer dreijährigen Schaffenskrise des Regisseurs und steht eigenen Angaben zufolge für einen Neubeginn seiner Karriere.
Der von Kim als Kapitalismuskritik konzipierte Film, mit vielen Gewaltszenen und christlicher Symbolik, wurde am 4. September 2012 im Rahmen des Wettbewerbs der 69. Internationalen Filmfestspiele von Venedig öffentlich uraufgeführt und gewann als erster koreanischer Beitrag den Goldenen Löwen, den Hauptpreis des Festivals. In Südkorea lief Pieta am 6. September 2012 in den Kinos an, in Deutschland am 8. November 2012.

## Handlung

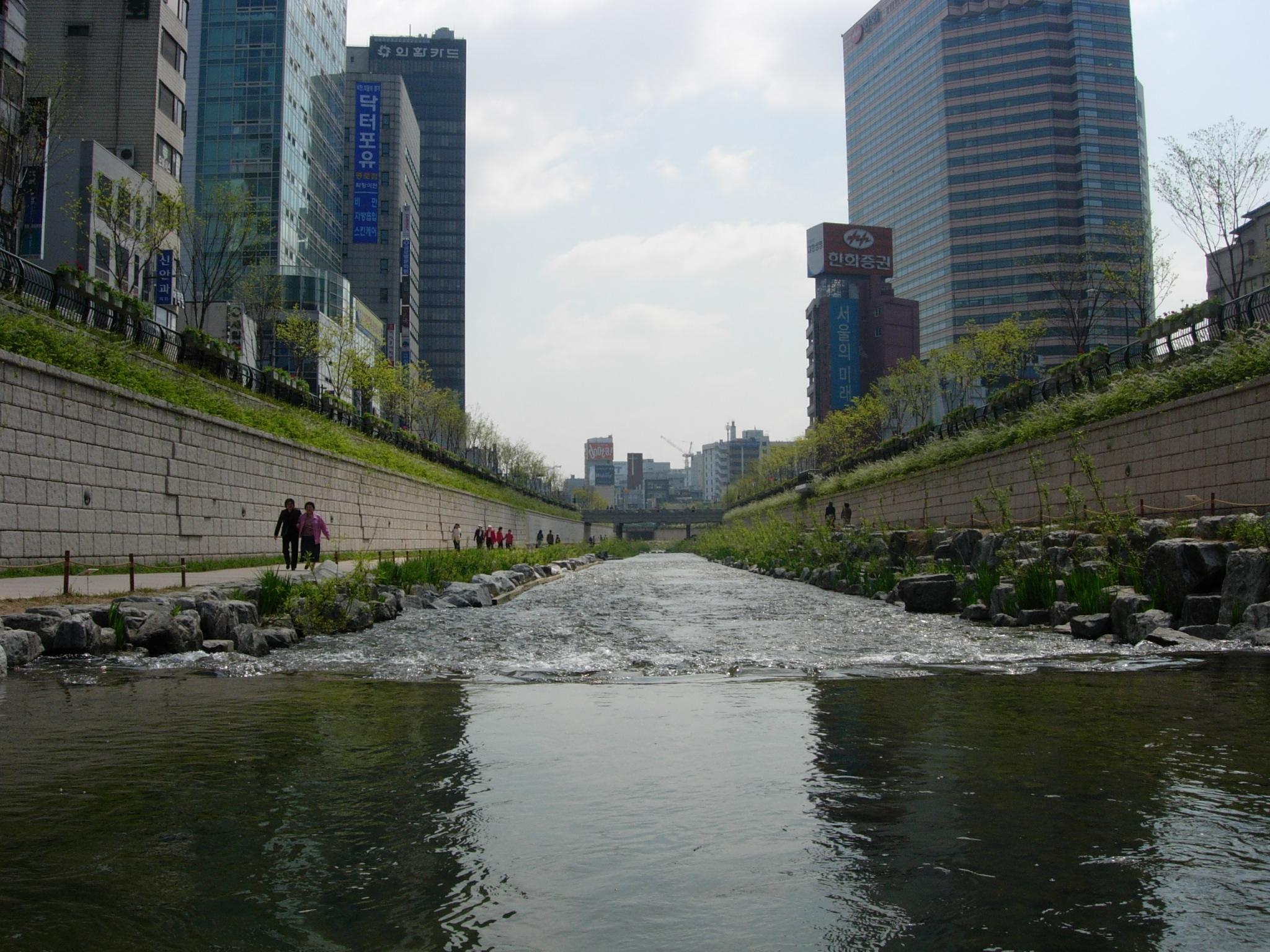
Der Cheonggyecheon in der Innenstadt von Seoul. Eine Hochhaussiedlung bedroht auch das im Film vorgestellte Industrieviertel.

Der alleinstehende Lee Kang-do arbeitet als Geldeintreiber für einen Kredithai in Seoul. Jeden Tag sucht der 30-jährige Mann die in der Innenstadt gelegenen heruntergekommenen Gewerbebetriebe am Fluss Cheonggyecheon auf. In dem ärmlichen Industrieviertel, das durch den geplanten Bau einer Hochhaussiedlung verdrängt zu werden droht, kassiert er für seinen Chef die fälligen Geldbeträge ein. Können die säumigen Kleinunternehmer nicht zahlen, rechnet der als „Teufel“ verschriene Kang-do brutal mit ihnen ab. Ohne jeden Skrupel verkrüppelt er die Schuldner, teilweise auch vor Familienangehörigen. Wahlweise nutzt er dazu ihre eigenen Maschinen bzw. wirft sie von hohen Gebäuden, um ihnen dauerhaft die Gelenke zu brechen. Dadurch kommt Kang-dos Chef in den Genuss der fällig werdenden Invaliditätsversicherung, die die Zahlungsunfähigen neben ihrem Kredit abgeschlossen haben.
Eines Tages folgt Kang-do in Cheonggyecheon eine ältere, attraktive Frau Mitte 40. Wenig später klopft sie an seine Wohnungstür, tritt unvermittelt ein und beginnt sein Zuhause zu säubern. Sie wird von Kang-do hinausgeworfen, folgt ihm aber trotz Gewalt und Todesandrohung am nächsten Tag zu einem Auftrag. Die geheimnisvolle Frau namens Jang Mi-sun behauptet, seine Mutter zu sein, die ihn kurz nach der Geburt weggegeben hat. Sie gibt vor, sich mitschuldig an seinem Abgleiten in die Kriminalität zu fühlen und bittet ihn um Verzeihung. Mi-sun hilft Kang-do dabei, einen säumigen Zahler zu verkrüppeln und hinterlässt ihm später zum Mittagessen einen Aal in seiner Wohnung. Der skeptische und ablehnende Schuldeneintreiber, der niemals eine Familie hatte, vergewaltigt sie aber, um ihre Glaubwürdigkeit auf die Probe zu stellen („Wenn du sagst, dass Du nicht meine Mutter bist, werde ich stoppen“). Nachdem Mi-sun ihre Entschlossenheit erfolgreich unter Beweis gestellt hat, akzeptiert Kang-do sie als seine Mutter. Sie zieht daraufhin bei ihm ein, kümmert sich um den Haushalt und bekocht ihn.
Kang-do verändert sich durch das Zusammenleben mit Mi-sun und kann seiner Arbeit bald nicht mehr mitleidlos wie früher nachgehen. Bei einem seiner Streifzüge lässt er einen jungen Schuldner unversehrt, der seinem ungeborenen Kind eine bessere Zukunft bieten wollte. Der naive Handwerker, der unfreiwillig Kang-dos Eifersucht provoziert, verstümmelt sich daraufhin selbst an einer seiner Maschinen, um einen Teil der Versicherungssumme zu kassieren. Gleichzeitig macht Kang-do die Anwesenheit seiner Mutter verwundbarer gegenüber seinen rachsüchtigen Opfern. Unter anderem kann er Mi-sun bei einem Überfall aus der Gewalt des Schuldners Tae-seung befreien, der sich für seine Verkrüppelung an Kang-do rächen wollte. Der Geldeintreiber beschließt daraufhin, seine Arbeit aufzugeben.
Als Mi-sun plötzlich verschwindet, sucht Kang-do verzweifelt nach ihr. Er beginnt seine ehemaligen Opfer und auch seinen Arbeitgeber aufzusuchen, die ihm verdächtig erscheinen. Dabei wird Kang-do mit den Folgen seines Handelns konfrontiert – einige seiner Opfer sind als Bettler auf der Straße geendet oder dem Alkohol verfallen. Er beginnt an der Bedeutung von Geld zu zweifeln, das Mi-sun als „Anfang und Ende aller Dinge“ bezeichnet hatte. Es stellt sich aber heraus, dass Mi-sun die Mutter eines früheren Schuldners Kang-dos ist, der Suizid beging. Sie will sich durch ihre Annäherung und einen geplanten Suizid an dem ahnungslosen Kang-do rächen und diesen in den Wahnsinn treiben. Allerdings empfindet sie mittlerweile auch Mitgefühl für ihn und zweifelt an ihrem Vorhaben.
Mi-sun täuscht schließlich eine Entführung und Geiselnahme vor. Sie stürzt sich vor Kang-dos Augen von einem baufälligen Gebäude in den Tod, noch bevor sie von der Mutter eines früheren verkrüppelten Schuldners hinuntergestürzt werden kann. Als Kang-do Mi-suns Leichnam unter einer früher mit ihr gepflanzten Kiefer am Fluss begraben möchte, findet er die Leiche ihres wirklichen Sohnes. Der Leichnam trägt einen von Mi-sun gestrickten Pullover, von dem Kang-do annahm, dass er für ihn bestimmt sei. Kang-do zieht den Pullover über und ruht neben den Leichen von Mi-sun und ihrem Sohn im ausgehobenen Grab, bevor er beide wieder unter der Kiefer bestattet. Er sucht in der folgenden Nacht die Hütte eines früheren Schuldnerpaares auf und kettet sich heimlich an ihren Lieferwagen. Als die Frau des Schuldners am frühen Morgen den Lieferwagen startet, um zur Arbeit zu fahren, reißt sie Kand-dos Körper unwissentlich entzwei.

## Entstehungsgeschichte

### Schaffenskrise des Regisseurs und fehlgeschlagene Dreharbeiten im Ausland

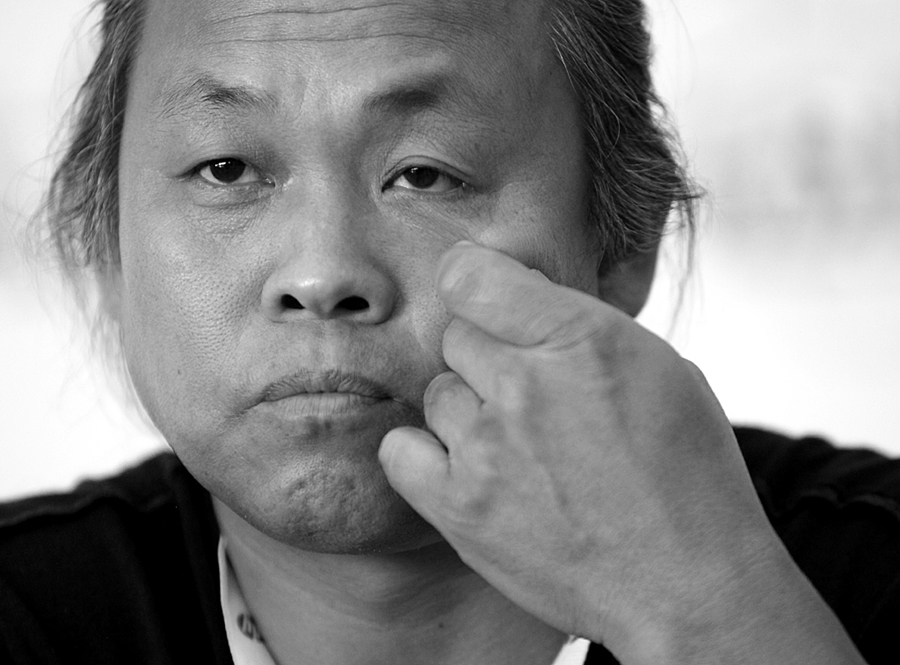
Regisseur Kim Ki-duk im Jahr 2011

Pieta, der im Vorspann explizit als 18. Film von Kim Ki-duk angekündigt wird, folgte einer Schaffenskrise des Regisseurs, nachdem es bei den Dreharbeiten zu Dream (2008) einen Unfall gegeben hatte, bei dem eine Schauspielerin fast zu Tode gekommen wäre. Anderen Angaben zufolge soll er sich von seinem damaligen Regieassistenten Jang Hun „verraten“ gefühlt haben, mit dem er mehrfach zusammengearbeitet hatte und für den er das Drehbuch zu dessen eigenem Regiedebüt Rough Cut verfasste. Jang Hun unterschrieb wenig später einen Vertrag bei ShowBox, einer der größten koreanischen Filmproduktionsfirmen. Jang Huns nachfolgender Film Blood brothers avancierte mit 5,46 Millionen Zuschauern zum Publikumserfolg in Südkorea, während Kims Werke in der Vergangenheit bei weitem nie solche hohe Zuschauerzahlen erreichen konnten. Er kritisierte seinen früheren Mitarbeiter später, dass dieser der „Versuchung des Kapitalismus“ nicht hätte widerstehen können.
Traumatisiert und unter schweren Depressionen leidend, begann Kim drei Jahre lang ein Einsiedlerleben in den Bergen, abseits der Filmindustrie und anderer sozialer Kontakte, zu führen. Diese Zeit hielt er mit dem preisgekrönten dokumentarischen Essayfilm Arirang – Bekenntnisse eines Filmemachers (2011) fest. Obwohl zwischenzeitlich mit Amen (2011) ein neuer in Europa abgedrehter Spielfilm von ihm erschienen war, begriff er Pieta als einen Neuanfang. Zuvor war Kim selbst unsicher gewesen, ob er das Filmemachen noch beherrsche.
Eigenen Angaben zufolge wollte Kim das Filmprojekt ursprünglich in Paris spielen lassen und Jude Law und Isabelle Huppert die Hauptrollen anvertrauen. Dieser Plan habe sich jedoch aufgrund der engen Zeitpläne der beiden Schauspieler zerschlagen. Ernüchtert über die langwierige Terminfindung für Castings in Europa, übersiedelte Kim nach einem dreimonatigen Aufenthalt nach Japan, um dort den Film zu realisieren. Aber auch in Japan kam das Filmprojekt nicht zustande, woraufhin Kim auf sein Heimatland Südkorea auswich, um dort den Film abzudrehen.

### Dreharbeiten in Südkorea
Kim drehte Pieta an realen Schauplätzen in Cheonggyecheon, wo er eigenen Angaben zufolge selbst seine Kindheit verbracht und in den Fabriken gearbeitet hat. Insgesamt lebte er 15 bis 20 Jahre dort. Der heruntergekommene Stadtteil galt früher als ein Wahrzeichen des industriellen Aufschwungs Südkoreas.
Als Vorbereitungszeit für den Dreh gab Kim zehn Tage an. Die Dreharbeiten selbst, die im Februar 2012 begannen, hätten 20 Tage, die Postproduktion 30 Tage angedauert. Mit Produktionskosten in Höhe von 150 Mio. Won (ca. 103.000 Euro) wurden nur 1/30 an finanziellen Mitteln für einen durchschnittlichen koreanischen Spielfilm benötigt, um Pieta zu finanzieren. Für den heimischen Verleih konnte vorab  Next Entertainment World (NEW) gewonnen werden, das zu den drei größten Verleihfirmen des Landes zählt.

### Kapitalismuskritik und christliche Symbolik

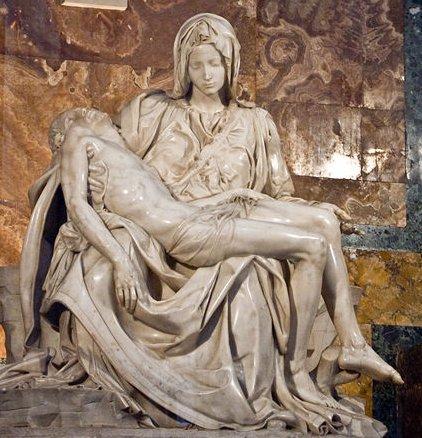
Michelangelos Römische Pietà im Petersdom, an die unter anderem die Plakatwerbung des Films angelehnt wurde

Kim, der auch das Drehbuch schrieb, wollte seinen Film vor allem als Kapitalismuskritik verstanden wissen. Das Geld sei der „dritte Akteur“ in Pieta. Sein Werk handle davon, „[…] wie die Finanziers der kapitalistischen Gesellschaft die Welt schlecht machen, und zwar weltweit. […] von den Verlierern dieses Systems, den Zukurzgekommenen, die keine Lobby haben. Ich [Kim] zeige die negativen Seiten des Kapitalismus und die Probleme, die das aufwirft und vor denen wir Angst haben sollten.“, so Kim. Auf die Frage nach der Metapher der verkrüppelten Werkarbeiter gab er jedoch an, einen fiktiven Film mit dramatischen Effekten gedreht zu haben. Die im Film auftauchenden Gewaltszenen seien für den Regisseur „ganz eminent“ für die Geschichte und hätte man „nicht anders“ beziehungsweise „nicht milder“ darstellen können.
Zwar betitelte Kim seinem Film nach der gleichnamigen Darstellung Marias mit dem Leichnam Jesu Christi (beziehungsweise nach dem italienischen Wort für „Mitleid“), jedoch ließ er eine Szene, in der Mi-sun ihren vermeintlichen Sohn Kang-do (im Koreanischen steht der Name wörtlich für „Räuber“) im Stile von Michelangelos Römischer Pietà in den Armen hält, aus dem Film entfernen. Das Bild, das nur für die Werbung zum Film Verwendung fand, erschien Kim nachträglich als zu explizite Referenz. Der Regisseur, der zuvor verschiedene Glaubensrichtungen bei seinen Filmen erkundet hatte (Buddhismus in Frühling, Sommer, Herbst, Winter… und Frühling, Protestantismus in Samaria) war beim Besuch des Petersdoms in Rom ergriffen vom Anblick der Marienstatue, die er eigenen Angaben zufolge jahrelang in Erinnerung behielt und als „Zeichen vom Teilen des Schmerzes der gesamten Menschheit“ verstand. „[...] mein Film ist durchzogen von Leitbildern wie Aufopferung, Mitleid, Erlösung, die auf den Katholizismus zurückgehen.“, so Kim, dem der Glaube selbst „ein wenig“ abhandengekommen sei.

## Rezeption

### Pressestimmen in Italien
Pieta wurde nach seiner Uraufführung im Rahmen der Internationalen Filmfestspiele von Venedig am 4. September 2012 als Mitfavorit auf den Hauptpreis gehandelt. Kim Ki-duks Regiearbeit führte unter anderem in einer Abstimmung unter 23 Filmkritikern den Kritikenspiegel der täglichen Festival-Publikation Venezia News an. Eine Kurzkritik der italienischen Tageszeitung La Stampa urteilte, es handle sich nicht um einen Skandalfilm, wie den im Jahr 2000 in Venedig aufgeführten Seom – Die Insel. Pieta sei ein „poetischer Film“, der „schwierige Themen“ anspreche und in den Figuren grabe, in denen „Dämonen und schändlichste Geheimnisse“ lauern würden. Dennoch seien wie üblich bei Kim „Gewalt, Blut und Sex als Phasen eines Martyriums“ enthalten, die zur „Wiedergeburt im Tod oder in die Transzendenz“ führen würden. Die beiden Hauptdarsteller seien „intensiv“ und Cho Min-soo sei eine Anwärterin auf den Preis für die beste Darstellerin, während sich Kim bei Tragödie und Auferstehung an der figurativen Kraft des Stummfilms bedient hätte. La Repubblica betitelte Pieta als „Film-Schock, brutal und melodramatisch“ und stufte ihn ebenfalls als preiswürdig ein, ebenso der Corriere della Sera. Jurypräsident Michael Mann lobte an Pieta, dass dieser den Zuschauer „innerlich verführe“.

### Rezensionen und Prognosen in Südkorea
In Südkorea wurde Pieta von den beiden großen englischsprachigen Tageszeitungen The Korea Herald und The Korea Times unterschiedlich besprochen, wo der Film zwei Tage nach seiner Premiere in Venedig, am 6. September 2012, in den Kinos startete, mit einer Freigabe ab 18 Jahren versehen. Obwohl Pieta fast alle Elemente besäße, die ein Publikum „unbehaglich“ und „schlecht fühlen“ lasse (schreckliche Gewalt, Inzest, schlechteste menschliche Natur), sei der Film eine „kraftvolle und mitreißende Studie über Gut und Böse, Sehnsucht und Zugehörigkeit, wie auch Geld und heutigen Kapitalismus in seiner schlimmste Art“, lobte der Herald. Die Opfer im Film würden in der realen Welt existieren und oft Schlagzeilen in den Nachrichten besetzen, ebenso seien die kleinen Industriebetriebe authentisch sowie alle Figuren und ihre tragischen Geschichten glaubhaft. Niemals hätte sich ein koreanischer Film in der Vergangenheit so explizit in das Problem und die Leben der Opfer vertieft. Die Times lobte die erste Hälfte des Films, die sich an „fast fehlerlos, meisterlicher Regie, überwältigender Kameraarbeit und begeisternder Schauspielerei“ erfreue. Jedoch würde die zweite Hälfte durch das Rache-Thema „verunziert“, das dominiere und wiederholt werden würde, bis zum Abspann. Ein „visuelles Kunststück“ hob die Times die Szenen in den Betrieben und im Apartmenthaus des Protagonisten heraus – Kim zeige dem Publikum niemals wirkliche Blutszenen, bette aber „sehr drastische Szenen“ ein („Körperteile, Fleisch und Fisch“). Lee Jung-jin sei in der männlichen Hauptrolle „nicht ganz adäquat“ besetzt, die Leistung der Nebendarsteller wurde dagegen „allgemein großartig“ bewertet. Das Ende von Pieta sei „der Untergang“ des Films, das für „einen Regisseur mit Blutdurst“ vorhersehbar sei und besser eine Szene früher geendet hätte.
Kim Dong-ho, Gründungsdirektor des Busan International Film Festival, stufte den späteren Erfolg von Kim Ki-duk in Venedig als „größten Erfolg in Koreas Filmgeschichte seit dem letzten Jahrhundert“ ein.
Am 10. September erhöhte sich die Anzahl der südkoreanischen Kinos die Pieta zeigen von 150 auf 200. Am selben Tag gab das Korea Film Council bekannt, dass Kims Film in einer offiziellen Absatz-Rangliste nach verkauften Kinokarten mit einem Marktanteil von 12,3 Prozent auf Platz zwei käme. Einen Tag zuvor war bereits die in die Läden gekommene erste Auflage der Buchfassung ausverkauft. Daraufhin prophezeite man Pieta, zum kommerziell erfolgreichsten Film Kims zu avancieren, dessen Regiearbeiten mit Ausnahme von Bad Guy (700.000 Zuschauer) nie mehr als 100.000 Zuschauer in Südkorea erreicht hatten. Teilweise wurden einige seiner Filme in weniger als fünf Kinos im Land gezeigt. Kritiker gaben die Schuld für das ausbleibende Publikum Kims Hang zu expliziter Gewalt sowie die Darstellung von Frauenfiguren als Opfer oder Befehlsempfänger in seinen Filmen. Als eine Art „Ausgestoßener“ in seinem Heimatland angesehen, kritisierte Kim die Monopolisierung der Kinobetriebe durch einige wenige Konzerne („Chaebol“ genannt, die im Jahr 2010 83 Prozent der Filmtheater kontrollierten) und gab an überlegt zu haben, Südkorea für andere Länder zu verlassen, die seine Arbeit eher willkommen heißen würden.
Der Filmkritiker Kwak Young-jin schätzte eine mögliche Zuschauerzahl von mehr als einer Million in Südkorea für realistisch ein. Gleichzeitig hätten sich in letzter Zeit vermehrt Südkoreanerinnen in ihren 30ern und 40ern für Filme mit beunruhigenden Szenen geöffnet, was Pieta kommerziell helfen würde.
Mitte September 2012 wählte eine Regierungskommission Pieta als offiziellen Kandidaten Südkoreas für eine Oscar-Nominierung in der Kategorie Bester fremdsprachiger Film aus. Der Film setzte sich einstimmig gegen Im Sang-soos The Taste of Money, Hong Sang-soos In Another Country, Yun Jong-bins Nameless Gangsters und Choo Chang-mins Masquerade durch. Bis dahin hatte der Film 170.000 Kinobesucher in Südkorea verzeichnet. Pieta gelangte aber nicht die engere Auswahl der Oscar-Jury.

### Deutsche Pressestimmen und Veröffentlichungstermine
Die deutschsprachige Fachkritik äußerte sich ebenfalls überwiegend positiv über Pieta. Die Frankfurter Allgemeine Zeitung rezensierte die Produktion als „finsteren“ und die Wettbewerbsjury von Venedig „nostalgisch stimmenden“, „garstigen und ästhetisch überzeugenden Film“ in der Tradition von Kims vorangegangenen Werken und gestand den beiden Hauptdarstellern Preischancen ein. Die Süddeutsche Zeitung bemerkte in einer Kurzkritik, dass der Film „ziemlich brutal und manchmal komisch“ sei und eine „teuflisch originelle Story“ präsentiere. Die Welt pries Pieta nach seiner Uraufführung als bis dahin stärksten und alles überragenden Beitrag. Es falle schwer, die „beißende, ins Absurde getriebene Kapitalismuskritik“ aufgrund der enthaltenen expliziten Gewaltszenen zu loben, doch erreiche Kims Regiearbeit „sein Publikum wie durch ein Purgatorium, durch das man gegangen sein“ müsse. Die Zeit lobte nach Ende des Festivals von Venedig ebenfalls die Geschichte von der „Sublimierung eines Schmerzes durch Rache“. „Auf unfassbar feine, ästhetisch ausgefeilte Weise“ gelinge es Kim „die unfassbare Rohheit der koreanischen Gesellschaft sichtbar zu machen“. Dabei verbinde der Film das „christliche Motiv der trauernden Mutter und die stilisierte Künstlichkeit eines asiatischen Genrefilms mit einem gnadenlosen Blick auf Korea“.
Eine der wenigen negativen Stimmen war die der tageszeitung, die kritisierte, dass die exzessiven Gewaltszenen in ihrem „sadistischen Überschuss“ erwartungsgemäß auch „willkürlich“ seien. „Sie täuschen in ihrer Blutrünstigkeit darüber hinweg, dass Kim Ki-duk sonst nicht viel zu erzählen hat. Schade also, dass die von dem US-amerikanischen Regisseur Michael Mann präsidierte Jury das Abbilden von Quälerei mit ästhetischer Radikalität verwechselte.“ Rüdiger Suchsland (Negativ) beschrieb die Inszenierung als vom Regisseur „bisher so nicht gewohnten Arthouse-Variante eines Exploitation-Films“. Er empfand die explizite Gewaltdarstellung ebenfalls als unnötig, dem Publikum gegenüber als „sadistisch“ und den Film nicht als preiswürdig. „Kim mischt Elemente verschiedener koreanischer Erfolgsfilme der Konkurenten miteinander – auf schlechte, aber für westliche Geschmäcker konsumierbare Weise.“, so Suchsland.
In Deutschland sollte der Film erstmals bei der Verleihung des im Rahmen des Filmfests Hamburg vergebenen Douglas Sirk Preises an Kim Ki-duk am 4. Oktober 2012 aufgeführt werden. Der reguläre deutsche Kinostart erfolgte am 8. November 2012.

## Auszeichnungen

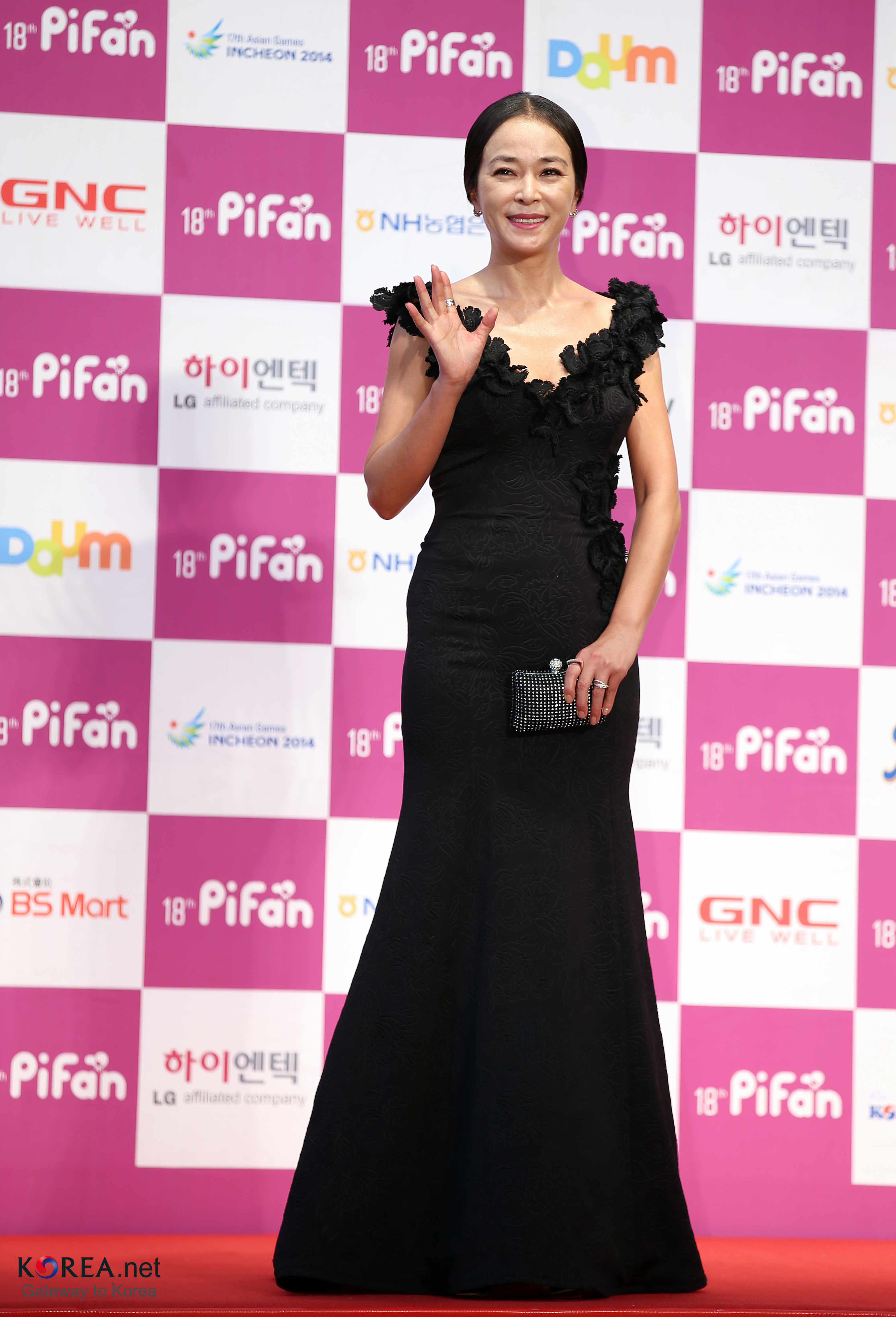
Hauptdarstellerin Cho Min-soo wurde für ihre Leistung als Mi-sun mehrfach ausgezeichnet.

Mit Pieta gewann Kim Ki-duk bei den Filmfestspielen von Venedig als erster koreanischer Regisseur den Goldenen Löwen, den Hauptpreis des Filmfestivals. Bei der Preisverleihung stimmte er das koreanische Volkslied Arirang an, das titelgebend für den vorangegangenen Dokumentarfilm über seine Schaffenskrise gewesen war. Weitere Auszeichnungen waren die im Rahmen der Filmfestspiele vergebenen Leoncino d’Oro Agiscuola, Premio P. Nazareno Taddei und die Mouse d’Oro.
Bei der Verleihung der südkoreanischen Grand Bell Awards Ende Oktober 2012 wurde Pieta für sechs Preise nominiert, unter anderem für den besten Film und die beste Regie. Der Film hatte in diesen Kategorien aber gegenüber Choo Chang-mins Historiendrama Masquerade das Nachsehen und gewann die Auszeichnung für die beste Hauptdarstellerin (Cho Min-soo) sowie einen Spezialpreis der Jury für Kim Ki-duk. Weitere Auszeichnungen waren 2012 ein Asia Pacific Screen Award für Cho Min-soo (Großer Preis der Jury) sowie der US-amerikanische Satellite Award als bester fremdsprachiger Film (gemeinsam mit dem französischen Beitrag Ziemlich beste Freunde).
Weitere Auszeichnungen (Auswahl):
- Asian Film Award 2013: Publikumspreis für Cho Min-soo (Beliebteste Darstellerin)
- Blue Dragon Award 2012: Bester Film
- Dubai International Film Festival 2012: Muhr AsiaAfrica Award für Kim Ki-duk (Beste Spielfilmregie)
- Fantasporto 2013: Directors’ Week Award für Kim Ki-duk (Bester Film)
- Korean Association of Film Critics Awards 2012: Bester Film, beste Regie, beste Hauptdarstellerin (Cho Min-soo) und FIPRESCI-Preis
- Korean Film Actor’s Association Awards 2012: Achievement Award für Kim Ki-duk, Cho Min-soo und Lee Jung-jin
- Women in Film Korea Festival 2012: Technik-Preis für Filmkomponist Park In-young